# الجيرة (حبيش)

تعديل مصدري - تعديل

الجيرة هي إحدى قرى عزلة الناحية بمديرية حبيش التابعة لمحافظة إب، بلغ تعداد سكانها 106 نسمة حسب تعداد اليمن لعام 2004.